# St. Tropez (Fernsehserie)
St. Tropez ist eine französische Fernsehserie, die von 1996 bis 2008 in Frankreich produziert und ab Februar 1999 vom deutschen Fernsehsender VOX ausgestrahlt wurde. Die Serie spielt im gleichnamigen Ort an der Côte d’Azur und dreht sich um die drei Freundinnen Laure, Jessica und Caroline.

## Handlung
Als Claude Lacroix notgedrungen seinen Privatstrand an der Küste von St. Tropez zum Verkauf anbietet, hat er nicht mit der Hartnäckigkeit seines Sohnes Louis und dessen Clique gerechnet. Louis schmeißt kurzerhand die Schule, um mit seinen Freunden das Paradies ihrer Kindheit zu retten. Sandra, eine junge Geschäftsfrau, übernimmt das Management, Louis wird „Mädchen für alles“.
Ihre Freundin Laure wird von anderen Sorgen geplagt: Sie hat gerade ihre Verlobung mit dem ehrgeizigen Alain Dulac gefeiert, als der Abenteurer Grégory, Louis’ Bruder und Laures erste große Liebe, wieder in ihrem Leben auftaucht. Beiden ist auf den ersten Blick klar, dass sie immer noch etwas füreinander empfinden. Grégory bittet Laure, mit ihm in See zu stechen, anstatt ihn zu heiraten. Alain gelingt es mit einem hinterhältigen Manöver, das Treffen zu vereiteln.

## Besetzung
| Rolle                  | Schauspieler(in)       | Synchronsprecher(in) | Folgenanzahl |
| ---------------------- | ---------------------- | -------------------- | ------------ |
| Caroline Drancourt     | Adeline Blondieau      | Peggy Sander         | 207          |
| Laure Olivier          | Bénédicte Delmas       | Ulrike Stürzbecher   | 245          |
| Samuel Devos           | Avy Marciano           | –                    | 64           |
| Jessica Lowry          | Tonya Kinzinger        | Irina von Bentheim   | 345          |
| Blandine Olivier Morel | Marie-Christine Adam   | –                    | 150          |
| Antonin Lacroix        | Geoffrey Buczowski     | Till Völger          | 5            |
| Grégory Lacroix        | Frédéric Deban         | –                    | 103          |
| Louis Lacroix          | Roméo Sarfati          | –                    | 38           |
| Valentine Dulac        | Christine Lemler       | –                    | 110          |
| Alain Dulac            | Stéphane Slima         | Frank Schaff         | 118          |
| Baptiste Mondineau     | David Brécourt         | –                    | 160          |
| Marion                 | Manuela Lopez          | –                    | 16           |
| Claude Lacroix         | Jean-François Garreaud | Jan Spitzer          | 24           |

## Deutschsprachige Ausstrahlung
Ab Februar 1999 lief die Serie bei VOX im Nachmittagsprogramm. Die letzten synchronisierten Folgen liefen im Nachtprogramm. Mit Folge 308 (Staffel 9, Folge 34 von 41) lief die letzte synchronisierte Folge 2005. Die restlichen Folgen der 9. Staffel wurden nicht mehr gezeigt.
2012 erschienen die ersten vier Staffeln mit deutscher Synchronisation auf DVD in sieben Boxen; 2016 eine Komplettbox mit diesen vier Staffeln.

## Fortsetzung
Für 2013 wurde vom Sender TMC eine Staffel einer Fortsetzungsserie unter dem Namen Sous le soleil de Saint-Tropez bestellt; im Oktober 2012 starten die Dreharbeiten hierfür. Bis 2014 wurden in zwei Staffeln insgesamt 32 Episoden zu je 40 Minuten ausgestrahlt. Die Serie spielt 4 Jahre nach dem Ende von St. Tropez und Carolines Verschwinden.

## Romane
2001 erschienen zur VOX-Serie beim Verlag Egmont VGS zwei Romane von Carina Martinez mit dem Titeln St. Tropez - Hochzeit unter Palmen und St. Tropez - Gefährliche Leidenschaft.